# Óleo de semente de abóbora
O óleo de semente de abóbora é um óleo culinário, usado especialmente na Europa Oriental.

## Usos culinários
Este óleo é uma especialidade culinária do que costumava ser parte do Império Austro-Húngaro e agora é o sudeste da Áustria (Estíria), leste da Eslovénia (Estíria e Prekmurje), Transilvânia Central, região de Orăștie-Cugir na Roménia, noroeste da Croácia (especialmente Međimurje), Voivodina e regiões adjacentes da Hungria. Também é usado em todo o mundo, incluindo América do Norte, México, Índia e China.
O óleo de semente de abóbora tem um sabor intenso de nozes e é rico em ácidos gordos poli-insaturados. Óleo dourado tem um sabor amargo. O óleo de semente de abóbora serve como tempero para salada. O molho típico da Estíria consiste em óleo de semente de abóbora e vinagre de cidra. O óleo também é usado em sobremesas, dando ao sorvete de baunilha comum um sabor de nozes. É considerada uma iguaria na Áustria e na Eslovénia, e algumas gotas são adicionadas à sopa de abóbora e outros pratos locais. No entanto, usá-lo como óleo de cozinha destrói os seus ácidos gordos essenciais.

## Produção
O óleo das sementes de abóbora é extraído por extração com solvente ou por métodos de dióxido de carbono supercrítico. Uma vez obtido o óleo, podem ser feitas extrações específicas, como as de carotenoides.
O óleo da Estíria – um produto de exportação da Áustria e da Eslovénia – é feito pela prensagem de sementes de abóbora torradas e sem casca de uma variedade local de abóbora, a "abóbora de óleo da Estíria" (Cucurbita pepo subsp. pepo var. 'styriaca', também conhecida como var. oleifera). A torrefação em alta temperatura melhora a qualidade aromática do óleo de semente de abóbora.

## Tipos de sementes e óleo

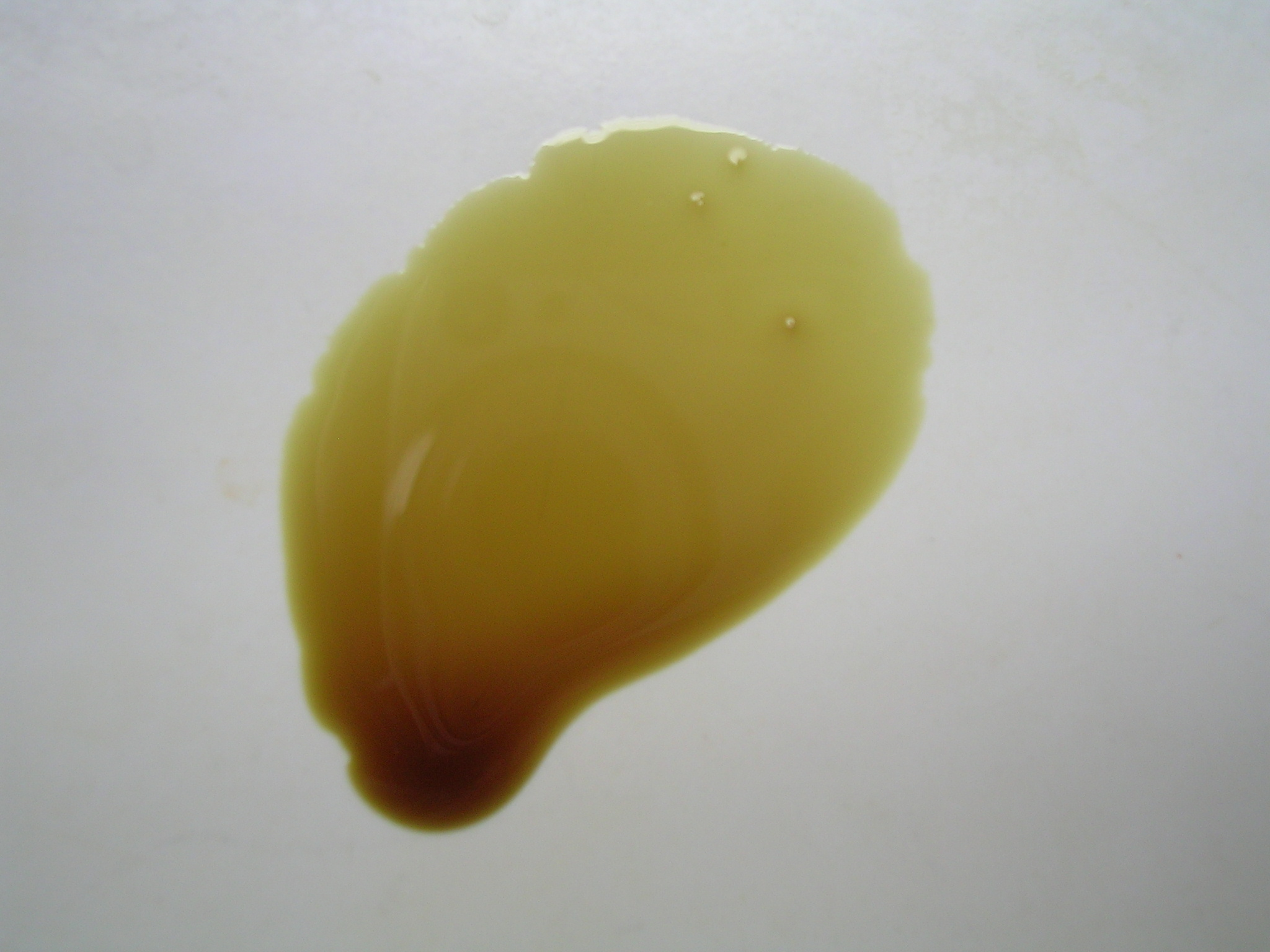
Uma gotn uma placa branca mostrando dicromatismo.

O óleo viscoso é de cor verde claro a muito escuro ou vermelho escuro, dependendo da espessura da amostra observada. O óleo aparece verde em camadas finas e vermelho em camadas grossas, um fenómeno ótico chamado dicromatismo. O óleo de semente de abóbora é uma das substâncias com maior dicromatismo. O seu índice de dicromaticidade de Kreft é −44. Quando usado junto com iogurte, o óleo fica verde brilhante e às vezes é chamado de "verde-ouro".
Outros tipos de óleo de semente de abóbora também são comercializados em todo o mundo. Produtores internacionais usam sementes brancas com cascas, o que produz um óleo branco mais barato. Novos produtores de sementes estão localizados na China.
Uma análise do óleo extraído das sementes de cada uma das doze cultivares de C. maxima, espécies de abóbora relacionadas, mas diferentes, produziu as seguintes faixas para a percentagem de vários ácidos gordos:
| n:insaturado | Nome do ácido gordo | Intervalo percentual |
| ------------ | ------------------- | -------------------- |
| (14:0)       | Ácido mirístico     | 0,09–0,27            |
| (16:0)       | Ácido palmítico     | 12,6–18,4            |
| (16:1)       | Ácido palmitoleico  | 0,12–0,52            |
| (18:0)       | Ácido esteárico     | 5,1–8,5              |
| (18:1)       | Ácido oleico        | 17,0–39,5            |
| (18:2)       | Ácido linoleico     | 36,2–62,8            |
| (18:3)       | Ácido linolénico    | 0,34–0,82            |
| (20:0)       | Ácido araquídico    | 0,26–1,12            |
| (20:1)       | Ácido gadoleico     | 0–0,17               |
| (22:0)       | Ácido behênico      | 0,12–0,58            |

A soma do teor de ácido mirístico e palmítico variou de 12,8 a 18,7%. O teor total de ácido insaturado variou de 73,1 a 80,5%. O teor de ácidos gordos de cadeia muito longa (> 18 átomos de carbono) variou de 0,44 a 1,37%.
O óleo está localizado nas pequenas gotículas lipídicas nas células do cotilédone.